# Hörle
Hörle är en småort uppvuxen runt Hörle bruk i Värnamo kommun, Jönköpings län. Hörle ligger i den östra kanten av Store Mosse. Orten utmärks av mossen, Lagans vattensystem och skogarna.

## Historia
Anteckningar om ortnamnet Hörle finns från 1360 i form av Hyrlæqwern och från 1475 Hyrlø ånamn besläktat med ordet virvel. Den gamla häradsbeteckningen var Östbo. 

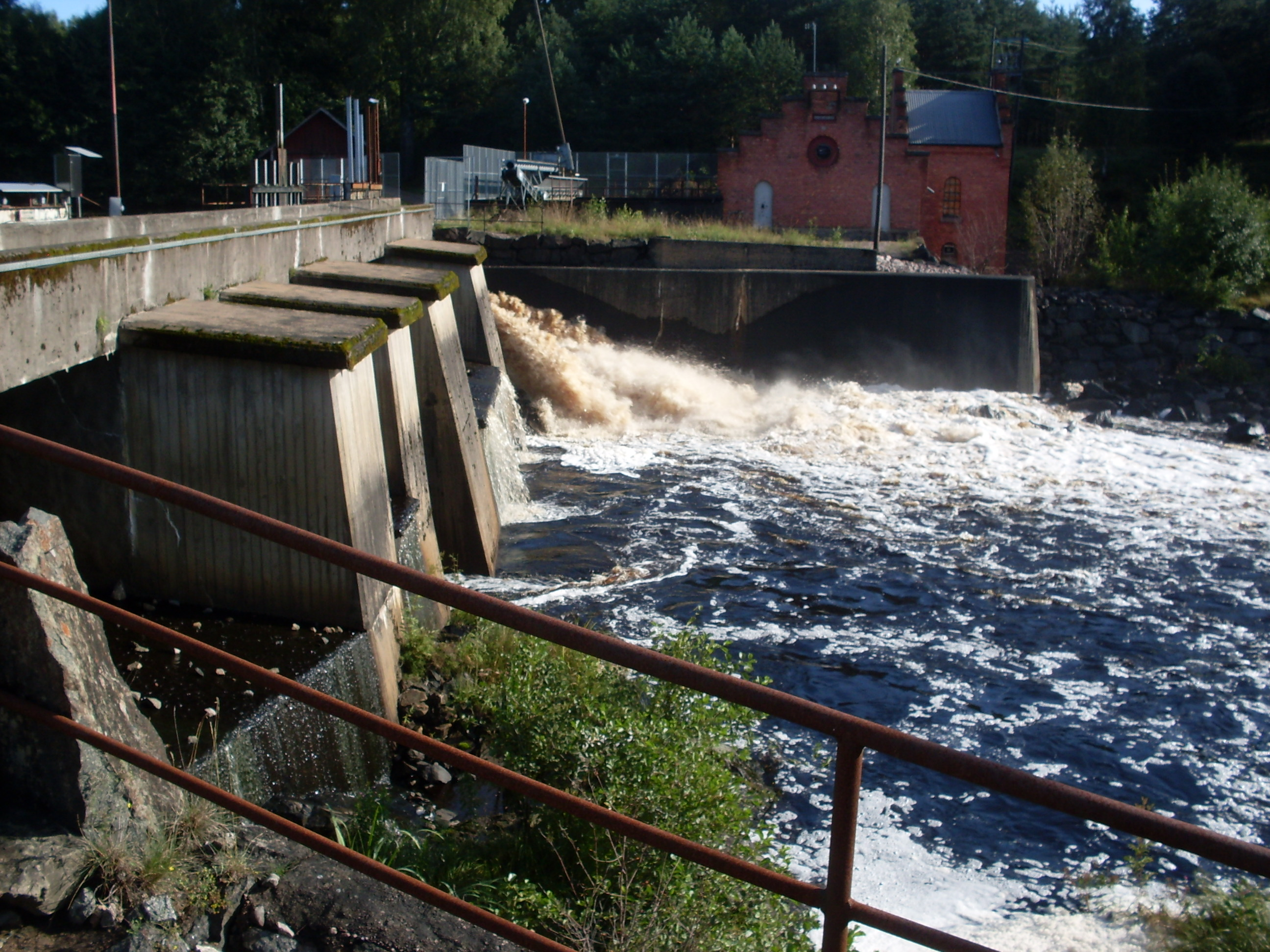
Karlsfors kraftverk.

Vattenkraften vid Hörledammen har utnyttjats i århundraden. Först för kvarndrift och därefter i järnbruket. Malm fraktades från Tabergsgruvan i Taberg till Hörle. Skogarna runt Hörle användes bland annat till bränsle.
Hörle fick 1828 en växelundervisningsskola, där allmogens barn utan undantag erbjöds gratis undervisning. Initiativtagarna till denna var bland annat järnbruksägarna Jon och Jacob Hamilton.
Sedan 1880 har Hörle järnväg till Värnamo och Halmstad och sedan 1882 även till Nässjö via dåvarande Halmstad–Nässjö Järnvägar.  I dag är Hörle mötesstation för tåg på sträckan men reseandeutbyte finns inte på orten.
Hörle drogs in i den ökända Jehanderska konkursen 1901. Detta är ett tidigt exempel på svensk riskkapitalism.

### Befolkningsutveckling
| Befolkningsutvecklingen i Hörle 1960–2015                                                                  | Befolkningsutvecklingen i Hörle 1960–2015 | Befolkningsutvecklingen i Hörle 1960–2015 | Befolkningsutvecklingen i Hörle 1960–2015 | Befolkningsutvecklingen i Hörle 1960–2015 |
| --- | ----------------------------------------- | ----------------------------------------- | ----------------------------------------- | ----------------------------------------- |
| |                                           |                                           |                                           |                                           |
| År |                                           |                                           | Folkmängd                                 | Areal (ha)                                |
| 1960 | 1960                                      |                                           | 159                                       | ¤                                         |
| 1970 | 1970                                      |                                           | 267                                       |                                           |
| 1975 | 1975                                      |                                           | 233                                       |                                           |
| 1990 | 1990                                      |                                           | 136                                       | 9#                                        |
| 1995 | 1995                                      |                                           | 146                                       | 44#                                       |
| 2000 | 2000                                      |                                           | 167                                       | 42#                                       |
| 2005 | 2005                                      |                                           | 149                                       | 42#                                       |
| 2010 | 2010                                      |                                           | 148                                       | 41#                                       |
| 2015 | 2015                                      |                                           | 153                                       | 38#                                       |
| Anm.: Ny tätort 1970. Upphörde som tätort 1980. ¤ Som tätortsbebyggelse med 150-199 invånare # Som småort. |                                           |                                           |                                           |                                           |

## Hörle herrgård
Huvudartikel: Hörle herrgård
De nuvarande ägarna av Hörle bruksherrgård är familjen Böhn. Ingrid Böhn-Jullander skrev en avhandling om byggnaden som publicerades 1972 under titeln Hörle herrgård : en bruksmiljö från 1700-talets mitt.. Herrgårdsbyggnaderna ritades av Göteborgsarkitekten Bengt Wilhelm Carlberg. Herrgården är förklarad som byggnadsminne sedan 1992. Det yttre, med borggård och plank och tre rum i interiören restaurerades av Riksantikvarieämbetet 1994-1995. 
Ingrid Böhn-Jullander berättar om sitt liv i radioprogrammet 100 svenskar.

## Näringsliv
Bland de företag som finns i Hörle är AB Bruksbalken, Hörle Wire AB, AGES Hörle och Rangsells.

## Kommunikationer
Kollektivtrafiken till Hörle har med åren utarmats så till den milda grad att orten numera ingår i den regionala kollektivtrafikens närtrafik. Problemet har bland annat uppmärksammats i Värnamo Kommuns landsbygdsdialog. För att få besked om närtrafiken söker du på JLT:s karta.

## Se även

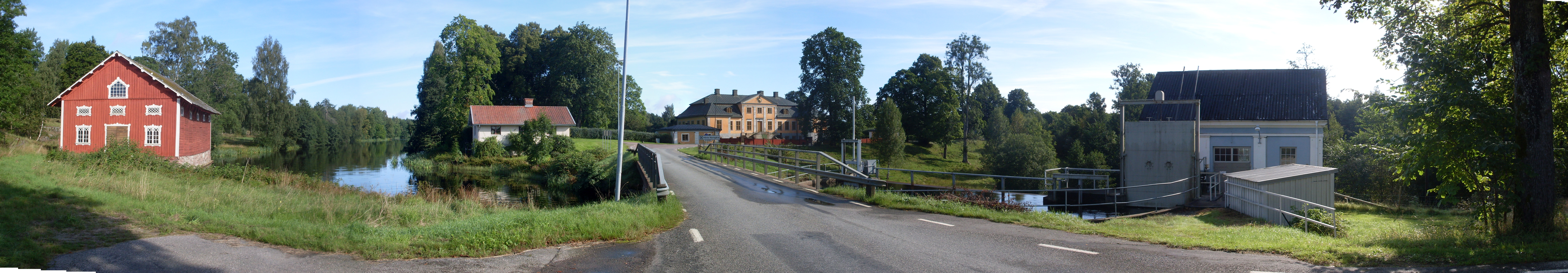
Hörledammen

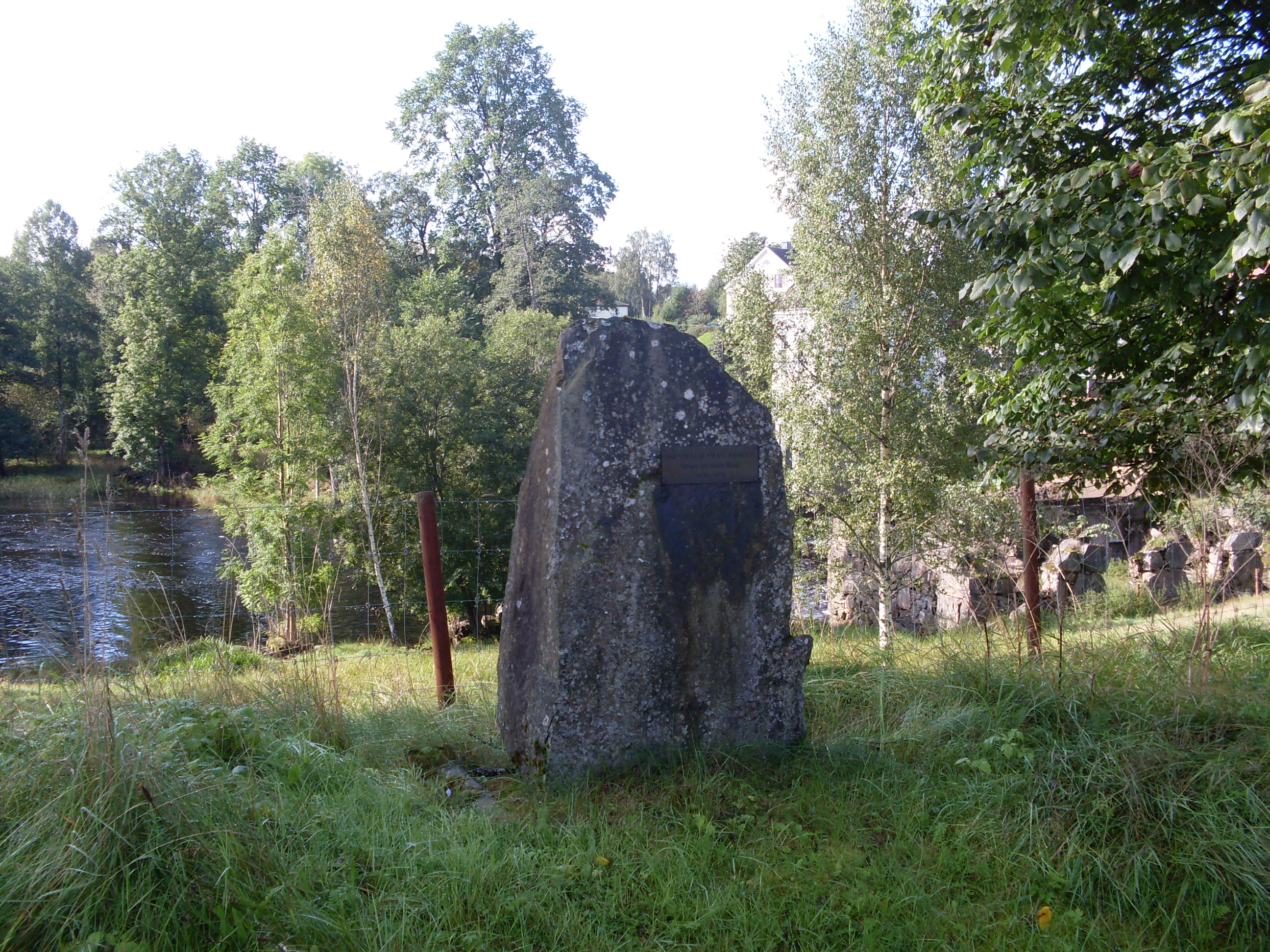
Järnmalm från Taberg.